# Grönland főbiztosa
Grönland főbiztosa az autonóm tartomány de jure második legfontosabb személye a dán uralkodó után.

## Grönland főbiztosai
| Név                  | Született        | Elhunyt          | Mandátum kezdete   | Mandátum vége     |
| -------------------- | ---------------- | ---------------- | ------------------ | ----------------- |
| Torben Hede Pedersen | 1937. július 13. | 2000. április 4. | 1979. május 1.     | 1992. július 13.  |
| Steen Spore          | 1938.            |                  | 1992. augusztus 1. | 1995. július 1.   |
| Gunnar Martens       | 1940             |                  | 1995. július 1     | 2002. március 31. |
| Peter Lauritzen      | 1959             |                  | 2002. április 1.   | 2005. március 31. |
| Søren Hald Møller    | 1960             |                  | 2005. április 1.   | 2011. január 31.  |
| Mikaela Engell       | 1957             |                  | 2011. április 1.   | hivatalban        |

## Tisztsége
Grönland főbiztosa a mindenkori dán uralkodó, azaz jelenleg II. Margit dán, ezáltal grönlandi uralkodó képviselője. Tisztsége elsősorban ceremoniális, inkább reprezentatív feladatokat lát el, mely betudható annak, hogy Grönland szívesebben működne önállóan, mint Dánia részeként, bár ez valószínűleg sosem, vagy esetleg a távolabbi jövőben valósul meg, elsősorban a dán kormány által nyújtott támogatások miatt.

## Lásd még
- Grönland politikai élete
- Grönland